# Eliahu López
Eliahu López (* 10. März 1946 in Jerusalem) ist ein israelischer Diplomat. Er war von 2009 bis 2013 Botschafter in Guatemala.
Eliahu López studierte an der Hebräischen Universität Jerusalem jüdische Geschichte und Lateinamerikanische Studien. Im Jahr 1975 begann er für das israelische Außenministerium tätig zu werden. Unter anderem war er von 1976 bis 1980 erst Dritter und später Zweiter Sekretär an der israelischen Botschaft in Guatemala, von 1984 bis 1985 war López Erster Sekretär und Konsul an der Botschaft in Venezuela sowie danach von 1985 bis 1989 erst Erster Sekretär und dann Botschaftsrat an der Botschaft in Deutschland. Von 1989 bis 1990 fungierte López als Geschäftsträger an der israelischen Botschaft in Äthiopien. Diese Funktion hatte er noch zweimal inne, 1990 an der Botschaft in der Tschechoslowakei und 1999 an der Botschaft Paraguay.
Von 2000 bis 2003 war López Botschafter in der Dominikanischen Republik, sowie nicht residierender für Barbados, Dominica, Grenada, Haiti, Jamaika, St. Kitts und Nevis, St. Lucia und St. Vincent und die Grenadinen.
2009 löste er Isaac Bachmann als israelischen Botschafter in Guatemala ab. López war damit auch als nicht residierender Botschafter für Honduras akkreditiert.
Eliahu López ist verheiratet und hat drei Kinder.